# デヴシスターズ
デヴシスターズ（Devsisters Corporation 朝鮮語: 데브시스터즈 주식회사）は、モバイルゲーム及びキャラクター商品産業を主要産業とする韓国のゲーム開発企業である。
代表作として、2016年の『クッキーラン：オーブンブレイク』、2021年の『クッキーラン: キングダム』などのクッキーランシリーズがある。